# Hypena caliginosa
Hypena caliginosa är en fjärilsart som beskrevs av Alfred Ernest Wileman 1911. Hypena caliginosa ingår i släktet Hypena och familjen nattflyn. Inga underarter finns listade i Catalogue of Life.